# Leuna
Leuna er en by ved Saale ved Merseburg i Saalekreis, i den tyske delstat Sachsen-Anhalt.
Byen er kendt for sin kemiske industri.

## Bydele og landsbyer
- Leuna-Ockendorf i den nordlige del af byen har givet navn til den nuværende by.
- Rössen
- Göhlitzsch
- Daspig
- Kröllwitz